# Jukka Raitala
Jukka Raitala (Kerava, Finlandia, 15 de septiembre de 1988) es un futbolista finlandés que juega de defensa en el IF Gnistan de la Veikkausliiga.
Juega como defensa, en el lateral izquierdo, aunque también puede hacerlo en cualquier puesto de la defensa.

## Trayectoria

### Primeros pasos
Raitala fichó por el equipo junior del Keravan Pallo-75 cuando tenía 7 años. Jugó allí durante diez años, antes de trasladarse al HJK en 2005. Tan sólo un año después en el equipo de jóvenes fue ascendido al equipo de reservas del HJK Klubi 04.

### HJK
En 2007 debutó con el primer equipo a la edad de 18 años y, desde entonces, formó parte del once habitual del equipo. Sus exitosas actuaciones con la selección finlandesa sub-21 y con el HJK le porporcionaron el transfer de Finlandia. Durante mucho tiempo Raitala rechazó firmar un nuevo contrato con el HJK, pero cuando el club le apartó del once titular optó por firmar un nuevo contrato que le mantuviera en Helsinki hasta el final de la temporada 2011.
En 2008 el SpVgg Greuther Fürth estuvo ojeándole en Helsinki. En octubre de 2008, la revista deportiva finlandesa IS Veikkaaja idjo que el AEK de Atenas, el AFC Ajax y el TSG 1899 Hoffenheim también estaban interesados en él. En la prensa griega Raitala afirmó que vería con buenos ojos fichar por el AEK y que era amigo del jugador del AEK Perparim Hetemaj.
En noviembre, el West Bromwich Albion le invitó a hacer una prueba tras negociaciones con el HJK. Raitala no llegó a viajar a Alemania y afirmó que no quería arriesgarse a jugar en esas condiciones contractuales. Quería garantizarse un puesto en el Campeonato de Europa sub-21 de 2009.
En enero de 2009, el Newcastle United le invitó a hacer una prueba, durante una semana, con el primer equipo.  También se dijo el IS Veikkaaja finlandés que el Udinese Calcio y el Middlesbrough F.C. seguían sus pasos.
En abril de 2009, Express.de escribió que Raitala era el candidato número uno del 1. FC Köln para sustituir a Pierre Womé en el lateral izquierdo. El 23 de abril, Express.de dijo que Raitala se reuniría con el Köln y que firmaría una cláusula de salida en su nuevo contrato con el HJK. Esto, posteriormente, fue desmentido por el club finlandés.
El 21 de abril de 2009, Raitala firmó un nuevo contrato por 3 años con el HJK.
En mayo de 2009, el Ajax Ámsterdam, PSV Eindhoven, Bayer Leverkusen, AZ Alkmaar y Girondins de Burdeos se unieron a la carrera por fichar a Raitala.

### 1899 Hoffenheim
El 31 de agosto, el HJK anunció que Raitala había sido cedido al Hoffenheim, con una opción de recompra. El 15 de marzo de 2010, Raitala hizo su debut en la Bundesliga con el Hoffenheim, jugando como lateral derecho contra el Werder Bremen. El 1 de abril de 2010, firmó un contrato con el TSG 1899 Hoffenheim por cuatro años.

### Cesiones al SC Paderborn 07 y a Osasuna
El 31 de agosto de 2010 fue cedido, por una temporada, al SC Paderborn 07 de la 2. Bundesliga.
Durante la temporada 2011-2012 jugó cedido en el CA Osasuna, con una opción de recompra por parte del club navarro. Durante esta temporada disputó 17 partidos, 13 de ellos como titular. Al final de la temporada volvió al SC Heerenveen.

## Selección nacional
El 4 de febrero de 2009 debutó con Finlandia en un amistoso contra Japón y desde entonces es un habitual en las convocatorias.
Fue también una pieza habitual en el equipo finlandés sub-21 que se clasificó para la fase final del Campeonato de Europa sub-21 de 2009.

## Clubes
| Club                     | País           | Año       |
| ------------------------ | -------------- | --------- |
| Klubi-04                 | Finlandia      | 2006      |
| HJK Helsinki             | Finlandia      | 2007-2009 |
| TSG 1899 Hoffenheim      | Alemania       | 2010-2012 |
| SC Paderborn 07 (cedido) | Alemania       | 2010-2011 |
| C. A. Osasuna (cedido)   | España         | 2011-2012 |
| S. C. Heerenveen         | Países Bajos   | 2012-2015 |
| F. C. Vestsjælland       | Dinamarca      | 2015      |
| Aalborg BK               | Dinamarca      | 2015-2016 |
| Sogndal                  | Noruega        | 2016      |
| Columbus Crew S. C.      | Estados Unidos | 2017      |
| Montreal Impact          | Canadá         | 2018-2020 |
| Minnesota United FC      | Estados Unidos | 2021      |
| HJK Helsinki             | Finlandia      | 2022-2023 |
| IF Gnistan               | Finlandia      | 2024-     |

## Palmarés

### Títulos nacionales
| Título                          | Club            | País      | Año  |
| ------------------------------- | --------------- | --------- | ---- |
| Copa de Finlandia               | HJK Helsinki    | Finlandia | 2009 |
| Campeonato Canadiense de Fútbol | Montreal Impact | Canadá    | 2019 |
| Veikkausliiga                   | HJK Helsinki    | Finlandia | 2022 |
| Copa de la Liga de Finlandia    | HJK Helsinki    | Finlandia | 2023 |
| Veikkausliiga                   | HJK Helsinki    | Finlandia | 2023 |